# Мезокортикальный путь
Мезокортикальный путь (система, тракт) — один из основных дофаминовых нервных путей, связывающий вентральную область покрышки среднего мозга с лобной долей коры больших полушарий, преимущественно с префронтальной корой.
Этот путь важен для нормального когнитивного функционирования дорсолатерального префронтального кортекса. Считается, что мезокортикальный путь задействован в процессах мотивации и эмоциональной реакции. Участвует в формировании адекватного поведения, индивидуальных поведенческих программ и планов действий.
Предполагается, что снижение уровня дофамина в мезокортикальном пути связано с негативными симптомами шизофрении (сглаживание аффекта, апатия, бедность речи, ангедония, уход из общества), а также с когнитивными нарушениями (дефициты внимания, рабочей памяти, исполнительных функций). Нейролептики угнетают дофаминергическую передачу в мезокортикальном пути, что при длительной терапии часто приводит к усилению негативных нарушений (при этом антипсихотическое действие нейролептиков, т. е. их способность редуцировать продуктивные нарушения — бред, галлюцинации, психомоторное возбуждение — связывают с угнетением дофаминергической передачи в мезолимбическом пути).
При болезни Паркинсона патология мезокортикального пути играет, по-видимому, существенную роль в формировании психических нарушений.

## Другие дофаминергические пути
К другим дофаминергическим системам относят:
- мезолимбический путь
- нигростриарный путь
- тубероинфундибулярный путь

Кроме того, в некоторых источниках выделяют инцертогипоталамический, диенцефалоспинальный и ретинальный тракты.